# Microscopi
El microscopi és un instrument que permet augmentar la imatge de la mostra a observar, fent visible allò que no es veu a ull nu.
El tipus més comú de microscopi i el primer que es va inventar és el microscopi òptic. Es tracta d'un instrument òptic que conté una o diverses lents (normalment dos sistemes de lents -l'ocular i l'objectiu-) que permeten obtenir una imatge augmentada de l'objecte i que funciona per refracció. Per superar les limitacions del microscopi òptic convencional, s'han ideat nombroses tècniques de microscòpia addicionals, com la microscòpia de fluorescència, la microscòpia de contrast de fase o la microscòpia confocal, entre d'altres.
El microscopi òptic utilitza llum fotònica, però també es poden utilitzar electrons o raigs X, de manera que existeixen microscopis de raigs X i microscopis electrònics (de rastreig o de transmissió), que tenen major resolució que el microscopi òptic, però que elaboren la imatge d'una manera indirecta.
La ciència que investiga els objectes petits utilitzant aquest instrument es diu microscòpia.

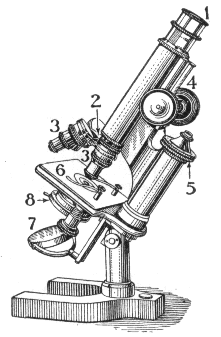
Esquema d'un microscopi òptic

## Història
Tot i que els objectes semblants a les lents es remunten a 4.000 anys enrere, es coneixen descripcions gregues sobre les propietats òptiques de les esferes plenes d’aigua al segle V aC, però l’ús més antic conegut de microscopis simples es remunta a l’ús generalitzat de les lents a les ulleres al segle xiii. Els primers exemples coneguts de microscopis compostos, que combinen una lent objectiva prop de l'espècimen amb un ocular per veure una imatge real, van aparèixer a Europa cap al 1620. L’inventor és desconegut, tot i que s’han fet moltes afirmacions al llarg dels anys al voltant dels centres de fabricació de lents dels Països Baixos, incloses les afirmacions que va ser inventat el 1590 per Zacharias Janssen o el seu fill Hans Martens, o tots dos, o que va ser inventat pel seu veí i rival fabricant d'ulleres, Hans Lippershey, que va sol·licitar la primera patent de telescopi el 1608, i afirma que va ser inventat per l'expatriat Cornelis Drebbel, que es va assenyalar que tenia una versió a Londres el 1619. Galileo Galilei sembla haver trobat després del 1610 que podia enfocar el telescopi per veure objectes petits i, després de veure un microscopi compost construït per Drebbel exposat a Roma el 1624, va construir la seva pròpia versió millorada. Giovanni Faber va encunyar el nom de microscopi per al microscopi compost Galileo presentat a l'Accademia dei Lincei el 1625.

## Cronologia del desenvolupament dels microscopis
- 1590: amb posterioritat, alguns autors (Pierre Borel, 1620 - 1671 o 1628 - 1689 i Willem Boreel, 1591 - 1668) reivindiquen que en aquest any els fabricants holandesos de lents, Hans Janssen i el seu fill Zacharias Janssen van inventar un microscopi compost, però aquest fet no ha pogut ser verificat.
- 1609: Galileo Galilei desenvolupa un occhiolino o microscopi compost d'una lent convexa i una de còncava.[7]
- 1612: Galileo Galilei presenta l'occhiolino al rei de Polònia, Segimon III.
- 1619: Cornelius Drebbel (1572 - 1633) presenta, a Londres, un microscopi compost de dues lents convexes.
- c.1622: Drebbel presenta el seu invent a Roma.
- 1625: Galileu presenta el seu occhiolino al príncep Federico Cesi, fundador de l'Acadèmia dels Linxs.
- 1625: Giovanni Faber de Bamberg (1574 - 1629), membre de l'Acadèmia dels Linxs, encunya la paraula microscopi per analogia amb "telescopi".
- 1665: Robert Hooke publica Micrographia, una col·lecció de micrografies biològiques. Dona la paraula "cèl·lula" per a les estructures que descobreix en una escorça de suro.
- 1674: Anton van Leeuwenhoek inventa el microscopi simple.[8]
- 1931: Ernst Ruska construeix el primer microscopi electrònic.[9]
- 1965: Es comercialitza el primer microscopi electrònic de rastreig.[10]
- 1981: Gerd Binnig i Heinrich Rohrer desenvolupen el microscopi d'efecte túnel.
- 1985: Binnig i Rohrer desenvolupen el microscopi de força atòmica.[11]

## Tipus de microscopis
- Microscopis òptics:
  - Microscopi simple.
  - Microscopi compost.

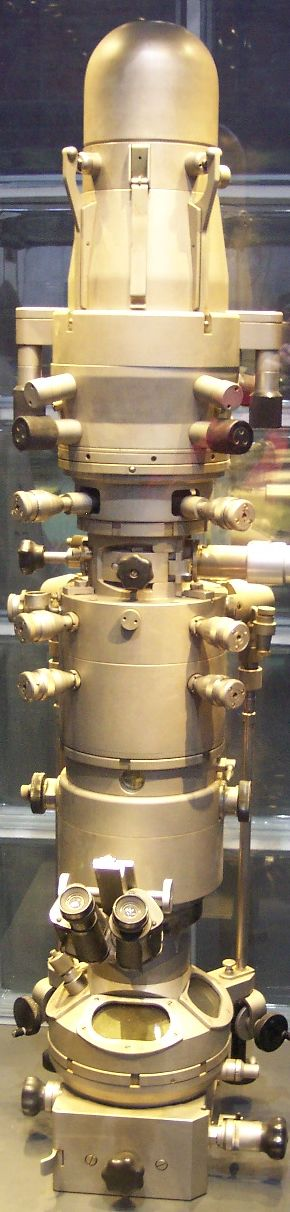
Microscopi electrònic.

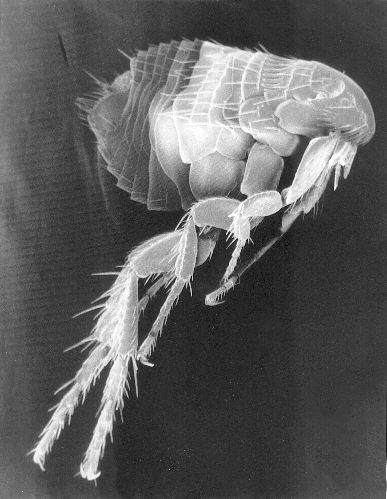
Puça vista amb un microscopi electrònic de rastreig

  - Microscopi de fluorescència.
  - Microscopi de llum ultraviolada.[12]
  - Microscopi petrogràfic.
  - Microscopi en camp fosc.
  - Microscopi de contrast de fase.
  - Microscopi de llum polaritzada.
  - Microscopi de fluorescència de super-resolució.[13]
- Microscopis electrònics:
  - Microscopi electrònic de transmissió.
  - Microscopi electrònic de rastreig.
  - Microscopi electrònic de rastreig amb espectroscòpia de raigs X per dispersió d'energia.[14]
  - Microscopi electrònic de rastreig ambiental.[15]
  - Microscopi electrònic de rastreig d'emissió de camp.[16]
  - Microscopi electrònic de transmissió d'escaneig.[17]
    - Microscopi d'efecte túnel.[18]

  - Microscopi de força atòmica.
  - Microscopi no lineal millorat quànticament.[19]
- Altres microscopis:
  - Microscopi virtual.[20]
- Microscopi cel·lular.[21]